# Sonorismus
Sonorismus (von lateinisch sonor Ton, Klang, Geräusch, Getöse) ist ein Terminus, der vor allem in der polnischen Musikwissenschaft benutzt wird und eine geräuschorientierte Stilrichtung in der Neuen Musik beschreibt. Der Begriff ging auf den polnischen Musikwissenschaftler Józef Michał Chomiński zurück, der ihn 1956 erstmals einbrachte und 1961 ausführlich definierte. Der wohl bekannteste Vertreter war der Krakauer Komponist Krzysztof Penderecki, der so stilprägende Werke wie den Threnos für die Opfer von Hiroshima oder De natura sonoris zu seinem Œuvre zählt. Dem Sonorismus zugerechnet wurden u. a. auch die Komponisten Henryk Mikołaj Górecki (Scontri, Genesis), Wojciech Kilar (Riff 62, Générique, Diphtongos) und Witold Szalonek (Les sons, Improvisations sonoristiques).
Der Sonorismus war in den 1960er und 1970er Jahren die dominanteste Strömung innerhalb der Neuen-Musik-Szene Polens. Die nachfolgende Generation wandte sich teil energisch gegen diese Dominanz, so unter anderem die Generation ’51 um Aleksander Lasoń, Eugeniusz Knapik und Andrzej Krzanowski oder der Minimalist Paweł Szymański. Allerdings verabschiedeten sich auch die ursprünglichen Vertreter des Sonorismus nach und nach von ihren avantgardistischen Konzepten. So wandelte sich z. B. Henryk Mikołaj Górecki zu einem Komponisten, der vor allem sakrale, langsame Musik schrieb. Auch Penderecki änderte seinen Stil, spätestens seit der Komposition seiner umstrittenen 2. Sinfonie (Weihnachtssinfonie).

## Wichtige Komponisten des Sonorismus
- Tadeusz Baird
- Zbigniew Bujarski
- Andrzej Dobrowolski
- Henryk Mikołaj Górecki
- Wojciech Kilar
- Witold Lutosławski
- Krzysztof Meyer
- Krzysztof Penderecki
- Grażyna Pstrokońska-Nawratil
- Bogusław Schaeffer
- Kazimierz Serocki
- Witold Szalonek
- Avet Terterian

## Weiterführende Literatur
- Gerd Sannemüller: Neue Musik in Polen. In: Schweizer Monatshefte 46 (1966/67), S. 1053–1059
- Krzysztof Droba: Sonoryzm polski, w: Kompozytorzy polscy 1918-2000. T. I. Eseje, M. Podhajski (red.), Gdańsk - Warszawa 2005.
- Danuta Gwizdalanka: Historia muzyki. XX wiek., Kraków 2009